# Damien Pastres
Damien Pastres, né le 14 avril 1960 à Châlons-sur-Marne, est un ancien joueur de basket-ball français.

## Carrière

### En club
- 1982-1984 :  Reims CB (Nationale 1)
- 1984-1990 :  ASVEL Lyon-Villeurbanne (Nationale 1 et N 1 A)
- 1990-1994 :  JDA Dijon (N 1 A)
- 1994-1996 :  Cholet Basket (Pro A)

### Équipe de France
- 31 sélections (98 points) entre 1980 et 1988

## Palmarès
- Finaliste du championnat de France en 1985, 1986 avec l'ASVEL
- Vainqueur de la coupe de la ligue en 1993 avec Dijon
- 14e meilleur marqueur de l'histoire de la pro A (4245 points).

## Sources
- Maxi-Basket